# Раштат (станція)
48°51′38″ пн. ш. 8°12′56″ сх. д. / 48.8606° пн. ш. 8.21556° сх. д.

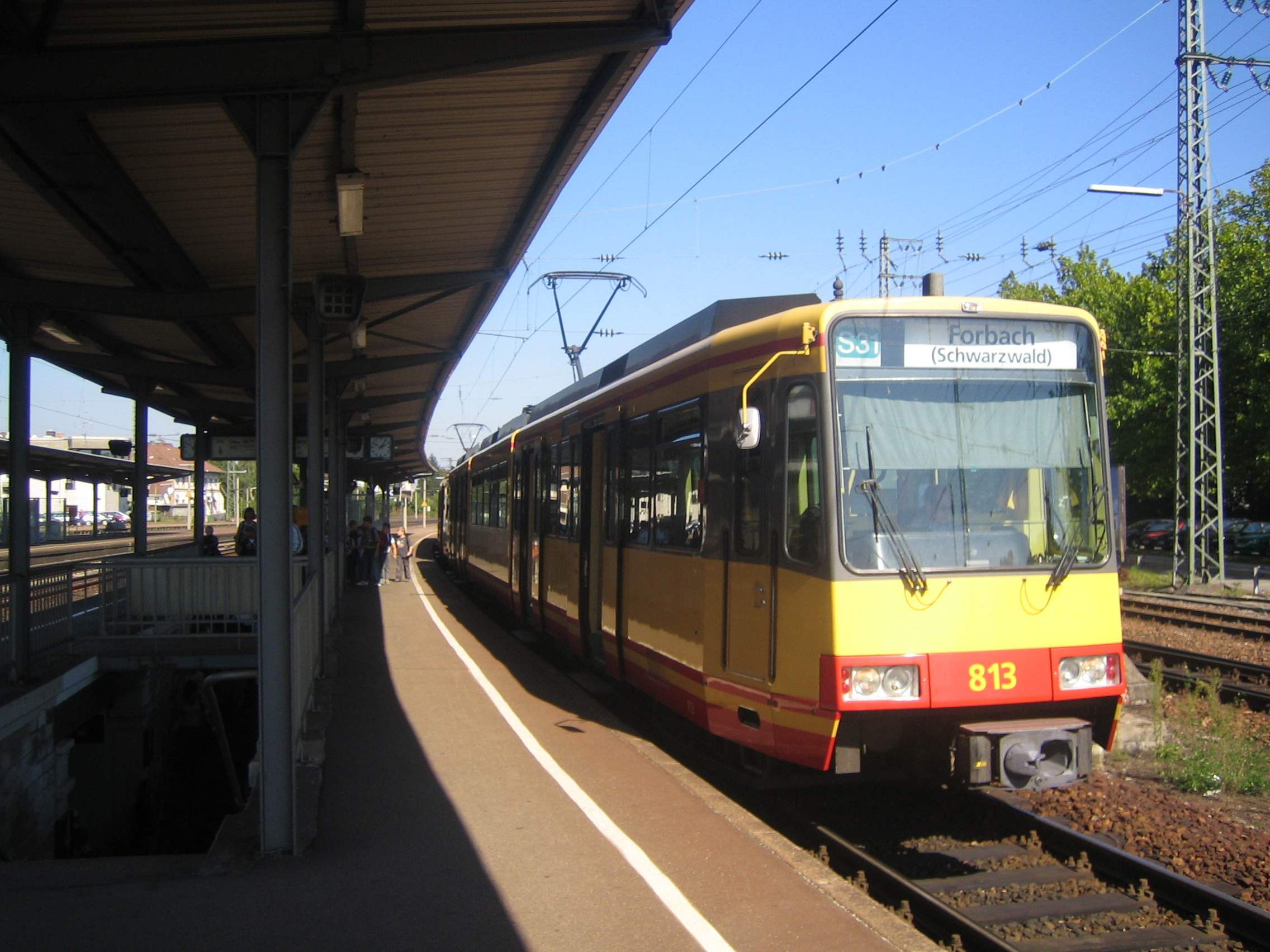
Потяг штадтбану Карлсруе на станції Раштат

Станція Раштат (нім. Bahnhof Rastatt) — головна пасажирська залізнична станція міста Раштат, Баден-Вюртемберг, Німеччина. 
Важлива станція мережі штадтбану Карлсруе, що обслуговується чотирма його лініями, під орудою Albtal-Verkehrs-Gesellschaft (AVG). 
Крім того, його обслуговують регіональні потяги та потяги далекого сполучення, під орудою Deutsche Bahn. 
Через станцію прямує Райнтальбан, Рейнська залізниця та Мургтальбан.

## Історія
Залізничне сполучення у Раштаті відкрито 6 травня 1844 р., коли Державна залізниця Великого герцогства Баден відкрила дистанцію Райнтальбану Карлсруе — Раштат. 
Оскільки на той час Раштат був фортецею Німецького союзу і захищений валами та ровом, лінія спочатку проходила на схід від міста. 
Тому перша станція Раштат була розташована у сьогоденному промисловому районі. 

31 травня 1869 р. було відкрито першу дистанцію Мургтальбану, і станція Раштат стала вузловою.
Із демонтажем укріплень в 1890 р. станцію перемістили на захід, ближче до центру міста, і збудували нинішній вокзал. 

У 1895 р. Рейнська залізниця, продовжена зі стратегічних міркувань від Карлсруе до Гагенау, який став частиною Німеччини в результаті франко-прусської війни 1870-71 рр.. 
Дистанцію, яка перетинала кордон із Францією, після зміни кордонів в 1918 та 1945 рр., було закрито в 1966 році.
Станцію електрифіковано в 1950-х рр. під час електрифікації Райнтальбану та Рейнської залізниці.
З 1994 р. Раштат обслуговується мережею штадтбану Карлсруе. 
Спочатку штадтбан працював лише на Рейнській залізниці, у наступні роки операції штадтбану також було поширено на Райнтальбан та Мургтальбан, тож зараз станція обслуговується чотирма маршрутами штадтбану.

## Схема розташування станції
Станція має шість платформних колій, усі наскрізні. 
Колія 1 обслуговує головну платформу біля вокзалу. 
Інші п'ять колій обслуговують три острівні платформи. 
Регіональні та міжміські поїзди Deutsche Bahn і штадтбану Карлсруе до/з Баден-Бадена курсують коліями 3 і 4. Потяги штадтбану до/з залізниці Мургтальбану до Фройденштадту курсують коліями 5 і 6. 
Колії 1 і 2 більше не використовують регулярно пасажирські служби; раніше їх використовували транскордонні поїзди Рейнської залізниці.
На північ від пасажирської станції розташована вантажна станція Раштат. 
На захід від вокзалу знаходиться центральний автовокзал Раштата, який обслуговується кількома міськими та регіональними автобусними маршрутами Verkehrsgesellschaft Rastatt.

## Операції

### Регіональні
| Лінія | Маршрут | Інтервал        |
| ----- | --- | --------------- |
| RE2   | Карлсруе-Головний – Раштат – Баден-Баден – Ахерн – Оффенбург – Філлінген-Шварцвальд – Зінген-Гоентвіль – Констанц                | щогодини        |
| RE7   | Карлсруе – Раштат – Баден-Баден – Оффенбург – Фрайбург-Головний – Мюльгайм-Баден – Нойенбург-Баден/Базель-Бадішер (– Базель SBB) | Деякі поїзди    |
| RE40  | Фройденштадт-Головний – Байерсбронн – Форбах-Шварцвальд – Раштат – Карлсруе                                                      | Кожні 2 години  |
| RB41  | Форбах-Шварцвальд – Гернсбах – Гаггенау – Раштат – Муггенштурм – Еттлінген-Вест – Карлсруе                                       | Щогодини, Пн–Пт |
| RB44  | (Ахерн – Баден-Баден –) Раштат – Мугенштурм – Еттлінген-Вест – Карлсруе                                                          | щогодини        |

### Штадтбан Карлсруе
| Лінія | Маршрут |
| ----- | --- |
| S7    | Ахерн – Баден-Баден – Раштат – Дурмерсгайм – Карлсруе-Бангофсворплац – Карлсруе-Туллаштрассе                                                       |
| S71   | Ахерн – Баден-Баден – Раштат – Мугенштурм – Карлсруе-Головний                                                                                      |
| S7    | (Герренберг -) Ойтінген-ім-Гой - Фройденштадт - Байерсбронн - Форбах-Шварцвальд - Раштат - Дурмерсгайм - Карлсруе-Головний - Карлсруе-Туллаштрассе |
| S71   | (Ойтінген-ім-Гой –) Фройденштадт – Байерсбронн – Форбах-Шварцвальд – Раштат – Муггенштурм – Карлсруе-Головний                                      |